# Петар Дивић
Петар Дивић (Панчево, 11. јул 1975) бивши је српски фудбалер. Играо је на позицији нападача. Тренутно је запослен као шеф стручног штаба Слоге из Краљева.

## Играчка каријера
Дивић је једини играч у Србији који је био најбољи стрелац три највиша фудбалска ранга. У сезони 2000/01. био је најбољи стрелац Прве лиге СР Југославије у дресу ОФК Београда са 27 постигнутих голова, у сезони 1998/99. најбољи стрелац друге лиге у дресу ЧСК Пиваре са 20 голова и у сезони 1995/96. најбољи стрелац треће лиге са Динамом из Панчева са 27 голова.
Одиграо је две утакмице за репрезентацију СР Југославије, 28. јуна 2001. против Парагваја и 4. јула 2001. на опроштају Драгана Стојковића Пиксија против Јапана.

## Тренерска каријера
Дивић је од 2012. до 2017. био тренер у млађим селекцијама ОФК Београда. Касније је преузео и први тим тог клуба, који је водио у Српској лиги Београда, током такмичарске 2017/18. Недуго након раскида сарадње са ОФК Београдом, у априлу 2018, Дивић је преузео вођење тима панчевачког Динама. У јуну 2019, Дивић је постављен за новог шефа стручног штаба Слоге из Краљева.